# Trojaan (planetoïde)

Posities van alle 2900 bekende Jupiter-trojanen op 21 december 2008

Een trojaan is een planetoïde die zich in een stabiele baan rond een van de Lagrangepunten L4 en L5 van de baan van een planeet bevindt, en op 60 graden boogafstand met de planeet mee beweegt. Verreweg de meeste bekende Trojanen bevinden zich in banen rond de Lagrangepunten van de planeet Jupiter.
Op 21 december 2008 waren er 2900 van dergelijke Jupiter-trojanen bekend: 1622 bij het L4-punt en 1278 bij het L5-punt. Het aantal ontdekte Jupiter-trojanen neemt snel toe: Op 30 augustus 2013 waren er al 5887 beschreven.
Jupiter-trojanen bij het L4-punt worden genoemd naar Trojanen uit de Trojaanse oorlog zoals beschreven in Homerus' Ilias. Jupiter-trojanen bij het L5-punt worden genoemd naar Grieken uit de Trojaanse oorlog. In beide groepen is echter één persoon uit het andere kamp geplaatst. Het gaat om de planetoïden (617) Patroclus, en (624) Hektor.
Onlangs zijn er ook enkele trojanen in de baan van Neptunus ontdekt. Mars heeft in 2022 tien bekende trojanen, één die voor de planeet uitloopt, en negen erachteraan.
Er is gezocht naar trojanen van de aarde; sinds 2011 zijn er twee bekend, namelijk planetoïde 2010 TK7 en 2020 XL5. De eerste werd ontdekt door ruimtetelescoop WISE en heeft een diameter van ongeveer 300 m. De tweede werd in 2020 ontdekt door de Pan-Starrs telescopen op Hawaï. Begin 2022 werd bevestigd met meer waarnemingen dat het inderdaad een trojaan is, die de aarde nog "slechts" ca. 4000 jaar zal vergezellen. Het Lagrangepunt van de aarde is door de kleine massa van aarde instabiel. 2020 XL5 is ongeveer 2 km groot. Verder is er een mogelijk verhoogde concentratie stof gevonden, de Kordylewskiwolken .
In 2013 werd de planetoïde 2011 QF99 geïdentificeerd als de eerste trojaan van Uranus, het is gelegen in het Lagrangepunt L4.

## Trojanen-manen
De banen van een maan rond een planeet hebben ook eigen Lagrangepunten. Zo is het mogelijk dat meerdere manen zich stabiel in dezelfde baan om de planeet bevinden. Er zijn vier trojanen-maansystemen bekend, alle rond Saturnus. Daarbij bevinden zich telkens drie manen in één baan: Tethys wordt geflankeerd door Telesto en Calypso, Dione wordt geflankeerd door Helene en Polydeuces.

## Stabiliteit van de banen
Stabiele banen zijn enkel mogelijk indien de massaparameter {\displaystyle \mu } van de twee hemellichamen in wiens gezamenlijk gravitatieveld de planetoïden bewegen kleiner is dan 0,03852... Die massaparameter is
{\displaystyle \mu \ =\ {\frac {m_{2}}{m_{1}+m_{2}}}}
waarbij {\displaystyle m_{1}} de massa is van de zwaarste component en {\displaystyle m_{2}} de massa van lichtste component. De hier vermelde grenswaarde is berekend onder de hypothese van het beperkt drielichamenprobleem.
Dit betekent dat de zwaarste massa zo'n 25 keer zwaarder moet zijn dan de lichtste. In theorie zou het aarde-maansysteem trojaanse objecten kunnen bevatten omdat het aan deze voorwaarde voldoet. In realiteit is het aarde-maansysteem echter geen geïsoleerd systeem en kunnen banen van eventuele trojaanse objecten verstoord worden door de gravitationele invloed van andere objecten zoals de zon.